# Gouvernement Souaré
République de Guinée
Kouyaté Komara
Le gouvernement Souaré est le dernier gouvernement de la Guinée sous la présidence de Lansana Conté en fonction du 19 juin au 24 décembre 2008.

## Historique du mandat
Dirigé par le nouveau Premier ministre Ahmed Tidiane Souaré, ce gouvernement succède donc au gouvernement Kouyaté,.

## Composition

### Initiale (19 juin 2008)
| Image | Portefeuille                                                                                            | Titulaire              |
| ----- | --- | ---------------------- |
|       | Premier ministre                                                                                        | Ahmed Tidiane Souaré   |
|       | Ministre de l'Économie et des Finances                                                                  | Ousmane Doré           |
|       | Ministre des Affaires étrangères                                                                        | Amadou Bah             |
|       | Ministre de la Défense nationale                                                                        | Almamy Kabélé Camara   |
|       | Ministre du Plan et de la Coopération                                                                   | Djigui Camara          |
|       | Ministre Développement durable et de l'Environnement                                                    | Papa Koly Kourouma     |
|       | Ministre de l'Administration du territoire et des Affaires politiques                                   | Sékou Bangoura         |
|       | Ministre de la Décentralisation et du Développement local                                               | Ibrahima Diakité       |
|       | Ministre de la Justice Garde des Sceaux                                                                 | Bachir Touré           |
|       | Ministre de la Fonction publique, de la Réforme de l'État et de la Modernisation de l'administration    | Makalé Traoré          |
|       | Ministre des Mines et de la Géologie                                                                    | Ahmed Kanté            |
|       | Ministre de l'Énergie et de l'Hydraulique                                                               | Ansoumane Kondé        |
|       | Ministre de l'Agriculture                                                                               | Mahmoud Camara         |
|       | Ministre de la Pêche, de l'Aquaculture                                                                  | Youssouf Sylla         |
|       | Ministre du Développement Industriel des Petites et moyennes entreprises et de l'Artisanat              | Youssouf Diallo        |
|       | Ministre des Transports                                                                                 | Cheick Traoré          |
|       | Ministre des Travaux publics                                                                            | Amadou Porédaka Diallo |
|       | Ministre de l'Urbanisme et de l'Habitat                                                                 | Saïdouba Camara        |
|       | Ministre de l'Enseignement supérieur et de la Recherche scientifique                                    | Gnanga Komata Gomou    |
|       | Ministre l'Enseignement pré-universitaire et de l'Éducation civique                                     | Ousmane Souaré         |
|       | Ministre de l'Enseignement technique de la Formation professionnelle                                    | Sanoussy Kaba          |
|       | Ministre de la Santé                                                                                    | Mariam Béavogui        |
|       | Ministre des Affaires sociales, de la Promotion féminine et de l'Enfance                                | Germaine Mangué        |
|       | Ministre de la Culture des Arts et Loisirs                                                              | Aly Gilbert Ifono      |
|       | Ministre de la Jeunesse et des Sports                                                                   | Issa Condé             |
|       | Ministre de l'Information et de la Communication                                                        | Tibou Kamara           |
|       | Ministre du Tourisme                                                                                    | Maïmouna Diallo        |
|       | Ministre de la Sécurité et de la Protection civile                                                      | Mohamed Damba          |
|       | Ministre du Commerce et de la Compétitivité                                                             | Yacine Barry           |
|       | Ministre chargé de la Réconciliation nationale, de la Solidarité et des Relations avec les institutions | Amadou Oury Bah        |
|       | Ministre de la Promotion de l'emploi jeune                                                              | Amadou Diallo          |
|       | Ministre du Contrôle d'État et de la Bonne gouvernance                                                  | Souleymane Cissé       |
|       | Ministre de l'Élevage et de la Protection animale                                                       | Elhadj Diao Kanté      |
|       | Ministre chargé des Guinéens de l'extérieur et de l'Intégration africaine                               | Harouna Bérété         |
|       | Secrétaire d'État à la Présidence de la République                                                      | Sam Mamady Soumah      |
|       | Secrétaire d'État au Gouvernement                                                                       | Amadou Oury Diallo     |
|       | Secrétaire d'État aux Affaires religieuses                                                              | Nabanyou Chérif        |